# Телль-ель-Раме
31°49′32″ пн. ш. 35°38′40″ сх. д. / 31.825555555556° пн. ш. 35.644444444444° сх. д.
Телль-ер-Раме або Талл-ель-Раме — невеликий курган в Йорданії, що височіє на рівнині на схід від річки Йордан, приблизно за дванадцять миль від Єрихону. В даний час на акрополі є мусульманське кладовище, яке запобігає його розкопкам. Традиційно його вважали місцем розташування міста Лівіас. Однак команда, яка нещодавно проводила розкопки в Тель-ель-Хаммамі, припускає, що Тель-ер-Раме був комерційним і житловим центром Лівіасу, тоді як адміністративний центр знаходився в Тель-ель-Хаммамі.